# Line Dariel
Line Dariel, de son vrai nom Jeanne Catherine Vercammen, née le 16 avril 1886 à Molenbeek-Saint-Jean et morte le 15 janvier 1956  à Lille, est une comédienne et chanteuse française. Sa sépulture se trouve au cimetière du Sud.

## Biographie
Elle reste dans la mémoire collective des gens du nord de la France pour avoir joué dans les pièces de Léopold Simons où elle tenait le rôle de Zulma épouse d'Alphonse (joué par Simons), telles que : Poste à galène, Les Carottes sont cuites, La P'tite, Ziguomar, coq de combat, La Vénus de Clious, Des minables. Ces sketches en picard seront radiodiffusés sur Radio PTT Nord puis Radio Lille ; par la suite, la diffusion s'étendit à d'autres stations régionales (Radio Normandie, Radio-Strasbourg et Radio Toulouse).
Dans Les Carottes sont cuites, si en fait elles sont brûlées (et donc plus que cuites), c'est le moyen qu'elle a trouvé pour faire râler son Alphonse, qui avec le temps ne s'emporte plus guère, alors que dans les jeunes années du couple, les petites colères de celui-ci se terminaient par des rabibochages pleins de tendresse qu'elle aimerait retrouver.
Dans la revue Cha, ch'est des jus (première le 22 novembre 1942 à La Madeleine), elle interprète entre autres le célèbre Te peux rev'nir, Alphonse (paroles de L. Simons, musique de Gaby Verlor, qui a fait la musique pour toute la revue).

## Filmographie
- 1955 : Bistro du coin de Paul Flon : La marchande d'escargots
- 1953 : Le Chemin de la drogue de Louis S. Licot
- 1949 : Le Martyr de Bougival de Jean Loubignac : Victorine
- 1948 : Émile l'Africain de Robert Vernay : Madame Zulma
- 1938 : Mon curé chez les riches de Jean Boyer : Valérie
- 1938 : Le Dompteur de Pierre Colombier : Aglaé
- 1937 : Le Fraudeur de Léopold Simons : Zulma
- 1937 : Le Cantinier de la coloniale de Henry Wulschleger : Zulma la cuisinière
- 1936 : Le Mystère du 421 de Léopold Simons : Zulma Brassepeninck
- 1933 : Zulma en justice de Léopold Simons : Zulma